# Hjalmar Falk (general)
Hjalmar Fredrik Falk, född den 18 april 1884 i Strömstad, död den 24 januari 1954 i Stockholm, var en svensk militär. Han var far till Greger Falk.
Falk, vars far var tullförvaltare, avlade officersexamen 1905, blev löjtnant vid Gotlands infanteriregemente 1910, vid generalstaben 1917, kapten vid generalstaben 1918, major där 1920, överstelöjtnant där 1930, vid Jönköpings och Kalmar regemente 1932, överste och chef där 1935 och slutligen generalmajor på arméns reservstat 1938. Han var stabschef på Gotland 1920–1921 samt lärare vid Krigshögskolan 1926–1928 och 1930–1932. 
Falk tjänstgjorde i Lantförsvarets kommandoexpedition 1920–1924, som souschef 1928–1930, som stabschef vid Västra arméfördelningen 1927, vice infanteriinspektör 1930–1932, chef för infanteriofficerskolan 1931–1932, ledamot och sekreterare i exercisreglementskommittén 1926–1927, som sakkunnig till statsrådets förfogande 1928–1929, till försvarskommitténs förfogande 1934–1936. 
Falk var även styrelseledamot i Svenska officersförbundet 1932–1939, 1:e kontrollant i Stockholms distrikts kontrolldelegation från 1939. Han var medarbetare i militära frågor i Stockholms-Tidningen 1919–1932, redigerade Officersförbundets blad 1932–1937, var medarbetare i Landtmannen, Vårt försvar, Dagsposten med flera tidskrifter.
Falk invaldes som ledamot av andra klassen av Krigsvetenskapsakademien 1933 och av första klassen 1938. Han blev riddare av Svärdsorden 1926 och av Vasaorden 1928 samt kommendör av första klass av Svärdsorden 1938. Falk vilar på Norra begravningsplatsen utanför Stockholm.